# Seipina
La seipina es una proteína de membrana del retículo endoplasmático codificada por el gen BSCL2 del cromosoma 11 humano, está formada por una cadena de 398 aminoácidos. Las mutaciones del gen BSCL2 dan lugar a una proteína seipina anómala, lo cual puede originar varias enfermedades diferentes dependiendo de la mutación concreta, son conocidas genéricamente como seipinopatías, una de ellas es la lipodistrofia congénita de Berardinelli-Seip. La seipina se expresa sobre todo en las neuronas de los lóbulos frontales de la corteza cerebral y en las motoneuronas de la médula espinal, en menor grado en tésticulos y tejido adiposo. La función que desempeña la seipina en el organismo no está totalmente aclarada, actúa como reguladora en el catabolismo de los lípidos y es esencial para la diferenciación de los adipocitos.

## Enfermedades asociadas
- Neuropatía motora distal hereditaria tipo IV
- Lipodistrofia congénita de Berardinelli-Seip
- Paraparesia espástica hereditaria 17